# 盧卡瓦茨
盧卡瓦茨是波斯尼亚和黑塞哥维那实体之一波黑联邦圖茲拉州的城市及市镇。市镇面积为338.36平方公里，2013年人口数量为44,520人，中心城区人口数量为12,061人。

## 人口
2013年人口普查时盧卡瓦茨市镇内有44,520名居民：
- 波族（86.6%）
- 塞族 (3.4%)
- 克族（3.4%）
- 其他（6.6%）

## 经济
如同整个图兹拉地区，盧卡瓦茨有着强势的化学工业。市内有一家玻璃制造公司和一家水泥厂。